# サンデー×マガジン 熱闘!ドリームナイン
『サンデー×マガジン 熱闘!ドリームナイン』（サンデークロスマガジン ねっとうドリームナイン）は、2009年2月26日にコナミデジタルエンタテインメント（KDE-J）より発売されたニンテンドーDS向け野球ゲームである。
制作プロデュースは村上純一、制作ディレクションは清水明彦、プロジェクトプロデュースは三浦直樹、プロデューサーは村戸信、チーフプロデューサーは早川英樹、エグゼクティブプロデューサーは上原和彦、沖田勝典となっている。

## 概要
日本の少年漫画雑誌、「週刊少年サンデー」と「週刊少年マガジン」の創刊50周年企画の一環として、各誌の歴代野球漫画を中心とした連載作品（各13作品ずつ。うち野球漫画が各7作品）に登場したキャラクターを登場させた野球ゲーム。
『実況パワフルプロ野球』（パワプロ）シリーズ等を手掛けるパワプロプロダクションがゲーム制作を担当しており、全体的な画面構成などは、『パワプロクンポケットシリーズ』（パワプロシリーズの姉妹シリーズ）を継承したものとなっている。登場するキャラクターのグラフィックは三頭身サイズにデフォルメされたものになっている（パワプロ・パワポケシリーズのそれとは違っている）。

## 声の出演
ウグイス嬢
日髙のり子
審判
千葉繁

## モード

### ストーリー
サンデー・マガジン各5作品の野球漫画のストーリーを追体験できるモード。
各作品ごとに最高6つのチャプターが用意されており、最初はそのチャプター内のストーリーを読み進めていく。そして特定の場面で試合パートに移り、これを1～3つクリアするとそのチャプターはクリアとなる。試合パートの内容は試合に勝利する、または1打席勝負で相手を抑える・打ち勝つのが目的となる。
また試合パートの前にミッションが用意され（例として、1番から3番を全員ヒットにしてから勝利する、1打席勝負でホームランを打って勝利するなど）これを達成するとパーフェクトクリアとなる。
これを繰り返して、全チャプターの試合パートに勝利してストーリーを読み終えるとその作品シナリオはクリアとなる。また、全チャプターでパーフェクトクリアを達成すると隠し選手が使用可能になる。
なお、試合パートのミッション内容は基本は原作の試合内容を再現するものだが、一部、試合内容が原作から若干変更されているシーンもある。

### メインスタジアム
本作のメインモード。
大会内容は2つあり、1つはサンデー・マガジン各5校+オールスター2チームで漫画野球日本一を競う「選手権大会」、プレイヤーがオリジナルチームを結成して特定のキャラクター編成を行ったコンピューターのオリジナルチーム5チームと対戦して優勝を目指す「チャンピオン大会」の2つが用意されている。
両大会共通で試合に勝利すると活躍に応じて選手ごとに経験値が入り、これが最大まで貯まると覚醒して能力が大幅アップする。また、最大までの必要経験値・覚醒後の能力上昇値は各キャラクターごとに異なる。

#### 選手権大会
出場（使用できる）チームは上記の通り、サンデー・マガジンから各5校+各誌ごとに人気キャラを集めたオールスターチームの計12チーム。
最初に選んだチームで各雑誌ごとの予選大会で、他の4校と対戦、それを勝ち抜くとオールスターチームと対戦する。決勝では片方の雑誌の代表校と対戦、これに勝つと優勝となる。（なおオールスターチームは選んだ雑誌の所属高校5校→片方の代表校の流れになる）

#### チャンピオン大会
プレイヤーが好きな選手を選んでチームを結成し、このモードにて用意されているオリジナルチームを倒して優勝するモード。選手権大会を1度でも優勝すると出現する。
序盤は6イニング制だが、後半は9イニング制となる。また1度でも負けるとデータが消去され、選手の経験値等はリセットされる。
選べるキャラクターは初期は選手権大会で登場した各作品の主人公しか選べないが、選手権大会で優勝したチームは全選手が選べるようになる。またチャンピオン大会を制すると登場した全チームのキャラクター（初戦のチームは除く）が使用可能になる。

### ホームラン競争
選手を選んでホームラン数を競うモード。

### 対戦
コンピューターと対戦、または通信対戦を行うモード。
また、チームエディットもあり、ここで編成を行うと対戦のオリジナルチームで使用可能になる。

### 練習
操作の練習が出来るモード。
練習は投球練習・打撃練習・走塁練習・守備練習の4種類が選べる。

### オプション
各キャラクターの能力詳細を見ることが出来るキャラクター名鑑や、サウンドの設定・データの初期化が行える。
操作の説明もここで聞くことが出来る。

## 登場人物
※はシナリオで主人公所属の野球部が登場する作品。

### 週刊少年サンデー
- MAJOR※
  - 茂野吾郎
  - 眉村健
  - 薬師寺　　　　　　　　　　　　　　　　　　　　　　　　　　　　　　　　　　　
  - 渡嘉敷
- タッチ※
  - 上杉達也
- H2※
  - 国見比呂
- クロスゲーム※
  - 樹多村光
- 最強!都立あおい坂高校野球部※
  - 北大路輝太郎
- ジャストミート
  - 橘二三矢
  - 坂本天馬
  - 栗原美和子
- ぶっちぎり
  - 桐山大介
  - 高原陣
- ハヤテのごとく!
  - 綾崎ハヤテ
  - 桂ヒナギク
  - メカ執事13号
  - 三千院ナギ
- 史上最強の弟子ケンイチ
  - 白浜兼一
  - 風林寺美羽
- GS美神 極楽大作戦!!
  - 美神令子
  - 横島忠夫
  - マリア
- らんま1/2
  - 早乙女乱馬
  - 天道あかね
  - 響良牙
- 名探偵コナン
  - 江戸川コナン
  - 毛利蘭
  - 服部平次
- おそ松くん
  - おそ松
  - カラ松
  - チョロ松
  - 一松
  - 十四松
  - トド松
  - イヤミ
  - チビ太

### 週刊少年マガジン
- ダイヤのA※
  - 沢村栄純
- 新約「巨人の星」花形※
  - 花形満
- Dreams※
  - 久里武志
- おれはキャプテン※
  - 霧隠主将
- 名門!第三野球部※
  - 檜あすなろ
- 巨人の星
  - 星飛雄馬
  - 花形満
- バツ&テリー
  - 抜刀軍
  - 一文字輝
- はじめの一歩
  - 幕之内一歩
  - 鷹村守
  - 青木勝
  - 木村達也
- 魔法先生ネギま!
  - 神楽坂明日菜
  - 桜咲刹那
  - 絡繰茶々丸
  - 雪広あやか
  - ネギ・スプリングフィールド
- 魁!!クロマティ高校
  - 神山高志
  - 林田慎二郎
  - フレディ
- 湘南純愛組!
  - 鬼塚英吉
  - 弾間龍二
- もう、しませんから。
  - 西本英雄
- 天才バカボン[1]
  - バカボンのパパ
  - バカボン

## チーム
- サンデーリーグ
  - 聖秀学院高校（MAJOR）
  - あおい坂高校（最強!都立あおい坂高校野球部）
  - 星秀学園高校（クロスゲーム）
  - 千川高校（H2）
  - 明青学園高校（タッチ）
  - サンデーオールスターズ
- マガジンリーグ
  - 青道高校（ダイヤのA）
  - 紅洋高校（新約「巨人の星」花形）
  - 朋王学園高校（おれはキャプテン）
  - 夢の島高校（Dreams）
  - 桜高校（名門!第三野球部）
  - マガジンオールスターズ

## 備考
- 2008年10月15日、エポック社から本作と同様の創刊50周年記念企画で『週刊少年サンデーVS週刊少年マガジン野球盤』が発売されている。
- 本作発売の20年前に当たる1989年（8月8日）、週刊少年マガジン創刊30周年記念として、『名門!第三野球部』の野球ゲームソフトがバンダイから発売されていた（対応ハードはファミリーコンピュータ）。